# Salmo marmoratus

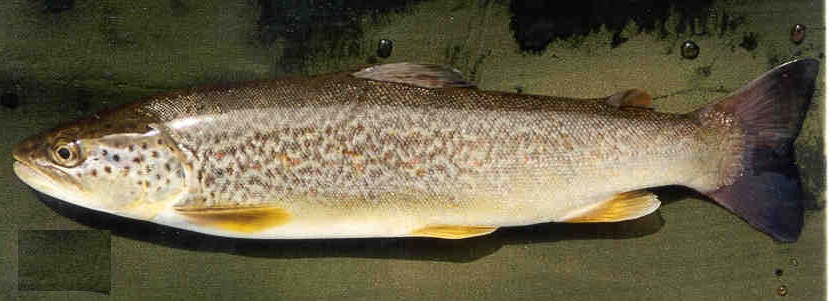
Ibrido Salmo marmoratus x Salmo trutta

Salmo marmoratus (Cuvier, 1829), da alcuni considerata una sottospecie di Salmo trutta, più recentemente è stata elencata tra le dieci trote presenti in Europa come specie a sé stante, ovvero come Salmo marmoratus (Kottelat & Freyhof, 2007) . Si tratta di un pesce appartenente alla famiglia dei salmonidi e conosciuto comunemente come trota marmorata.

## Distribuzione ehabitat
La trota marmorata è caratteristica ed esclusiva dei bacini fluviali adriatici subalpini italiani e sloveni. Il suo areale va dai torrenti montani, ai corsi d'acqua del piano ed ai bacini lacustri di grandi dimensioni (grandi laghi subalpini), che sfociano nel Mare Adriatico e drenano il versante meridionale delle Alpi. All'aumentare della quota, la diminuzione delle portate e l'aumento della pendenza, nella parte superiore dei corsi d'acqua cede il posto alla trota fario meglio adattata a tali ambienti. Ugualmente tende ad evitare i fiumi di pianura con fondali sabbiosi. Ne deriva quindi che le popolazioni più consistenti e meglio strutturate si trovino principalmente in fiumi e torrenti di fondovalle, preferibilmente pianeggianti e con fondali ghiaiosi. Se immessa artificialmente vive anche nei laghi di alta quota in acque fredde ad oltre 2000 metri di altitudine dove però non si riproduce efficacemente.

## Descrizione
Le caratteristiche più evidenti della trota marmorata riguardano la taglia e la livrea. 
Essa è caratterizzata da un'alternanza di macchie chiare e scure, irregolari e spesso fuse tra loro, che formano un disegno intricato definito "marmorizzatura", da cui deriva il nome comune dell'animale. Essa risulta comunque fortemente influenzata sia dall'ambiente in cui vivono gli animali presi in considerazione sia dal periodo dell'anno. Si osservano infatti esemplari con striature di un grigio chiarissimo quasi bianco e altri di un marrone scuro quasi nero. Ogni fiume pare conservare un ceppo con caratteristiche morfologiche e di livrea leggermente diverse, anche se non tassonomicamente significative.
Questo pesce può raggiungere dimensioni ragguardevoli: l'esemplare più grande mai catturato in un corso d'acqua pesava poco meno di 25 kg. La forma migratrice, generalmente di sesso femminile, si sposta nei grandi laghi per la fase trofica dove può incontrare le condizioni ottimali per un rapido accrescimento (la cattura record è di un pesce di 33 kg nel lago di Lugano). Le femmine migratrici si riproducono all'età di 4-5 anni ad una lunghezza media di 55-60cm.

## Tassonomia
Recenti indagini biogeografiche e molecolari sul DNA mitocondriale hanno mostrato come questo taxon sia da considerare un'antica linea evolutiva del genere Salmo che aveva trovato rifugio nel mediterraneo orientale, da cui, attraverso il mar Adriatico ha potuto espandersi nelle regioni del bacino padano veneto e in Slovenia.

## Ibridazione
In quanto strettamente affine, la marmorata è facile all'ibridazione con altre trote del genere Salmo, come la trota atlantica Salmo trutta o la trota mediterranea Salmo ghigii, specie con cui può condividere l'habitat. Gli ibridi risultanti sono fertili.
La livrea dell'ibrido ad una prima analisi risulta del tutto simile a quella della marmorata, salvo una più o meno marcata puntinatura rosso/arancio di piccole dimensioni e una separazione delle striature (marmoreggiature) simile a una grossolana maculatura, sugli opercoli branchiali. Morfologicamente parlando il cranio si arrotonda, le dimensioni dell'occhio diminuiscono, così come le dimensioni delle pinne, e il corpo risulta nell'insieme meno affilato, tendendo ad assomigliare più alla fario.
L'ibridazione, una volta avvenuta, può mitigarsi con incroci con altre marmorate, evento non raro per la condivisione delle zone di frega, in generazioni successive. Ciò dà origine a esemplari con le caratteristiche di ibridazione molto poco marcate, difficilmente identificabili se non da occhio esperto. Ne è un bell'esempio l'esemplare riportato nell'immagine a lato, che pare essere ibrido di seconda generazione conservando solo aloni rossastri sul corpo e non puntini, ma marcata puntinatura sugli opercoli branchiali. Peculiare è la marcata colorazione giallognola delle pinne ventrali e pettorali, come nella fario, dato che questo elemento generalmente si perde nell'ibrido. Negli esemplari puri infatti le pinne sono generalmente del medesimo colore di fondo del manto. È da notare anche, all'opposto, come la morfologia generale dell'esemplare sia invece quella della marmorata, con cranio allungato e occhio prominente. Ciò testimonia l'estrema difficoltà dell'identificazione precisa di un esemplare ibrido, in particolare tenendo presenti le peculiarità morfologiche dei vari habitat, già segnalate in precedenza.
Come principio per la distinzione di massima degli esemplari, va considerata l'adesione totale alle peculiarità cromatiche e morfologiche della specie, prendendo come riferimento quanto osservabile in bacini ove l'ibridazione è stata naturalmente limitata dalla differenziazione degli habitat tra fario e marmorata. Pur condividendone l'habitat in termini generali, infatti, in ecosistemi fluviali in equilibrio naturale la marmorata tende a mantenere una prevalenza sulla fario nei bacini principali, mentre quest'ultima domina gli ambienti torrentizi ove il sostentamento e l'ambientazione della specie più grande risultano notevolmente più difficoltosi.
L'equilibrio dell'ibridazione naturale con la trota comune è attualmente fortemente sbilanciato da fattori diretti e indiretti presumibilmente dipendenti dall'uomo; in particolare dall'impoverimento idrico degli areali di diffusione originale e dal conseguente ampliamento dell'habitat della fario, nonché dall'introduzione artificiale nei bacini principali di esemplari adulti di fario, giungendo a mettere a repentaglio la conservazione di ceppi puri di questa  trota endemica.

## Allevamento
La marmorata è allevata in cattività con successo solo da pochissimo tempo, con difficoltà e in pochissimi centri: ciò ne causa un limitato interesse economico. Attualmente la trota marmorata è oggetto di progetti di tutela.

## Conservazione
Secondo il comitato italiano della IUCN, questa specie si trova in serio pericolo sia per l'alterazione dei naturali habitat, sia per l'introduzione di specie affini, le quali si ibridano riducendo gli esemplari geneticamente puri.